# Kolonialministerium (Italien)

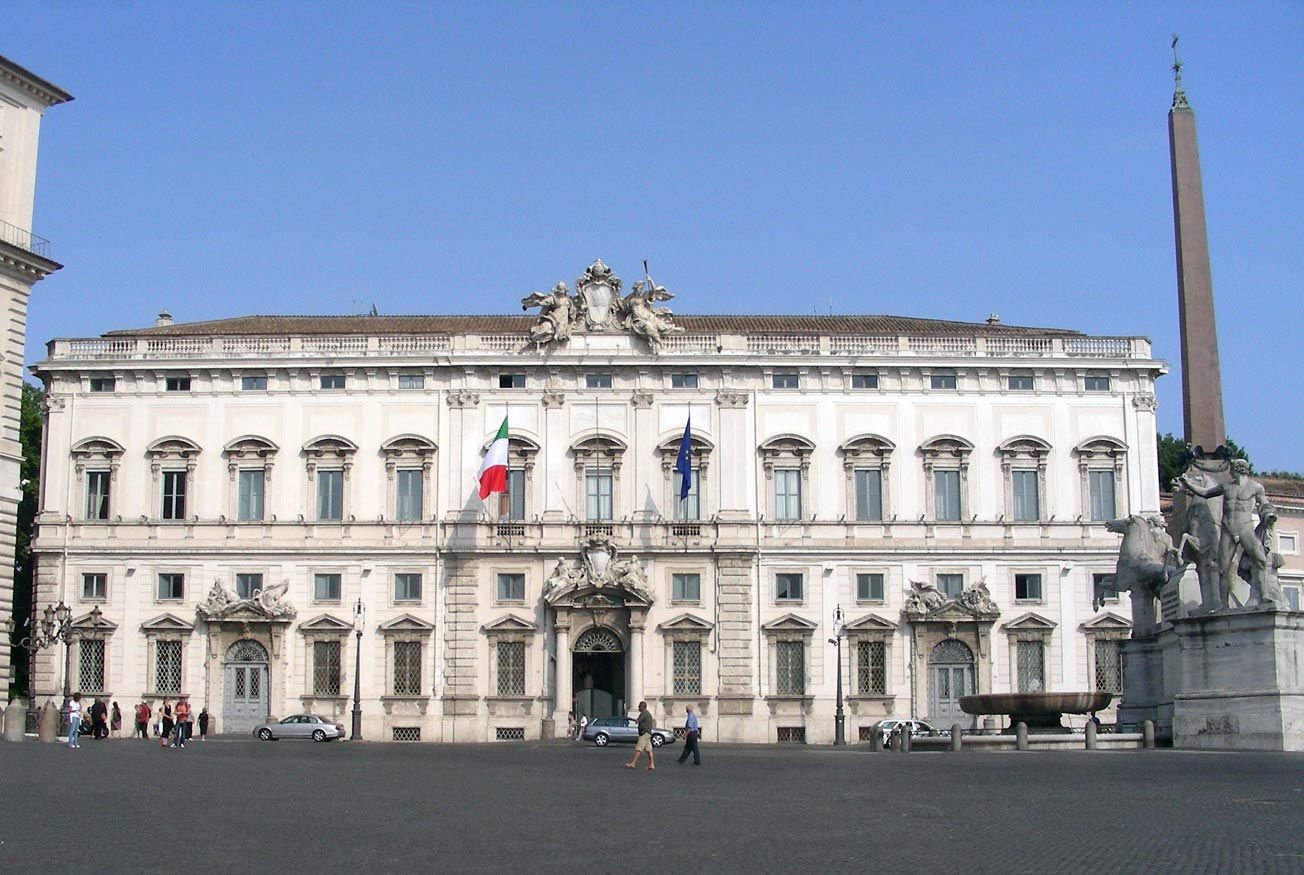
Palazzo della Consulta, Sitz des Ministeriums von 1924 bis 1953

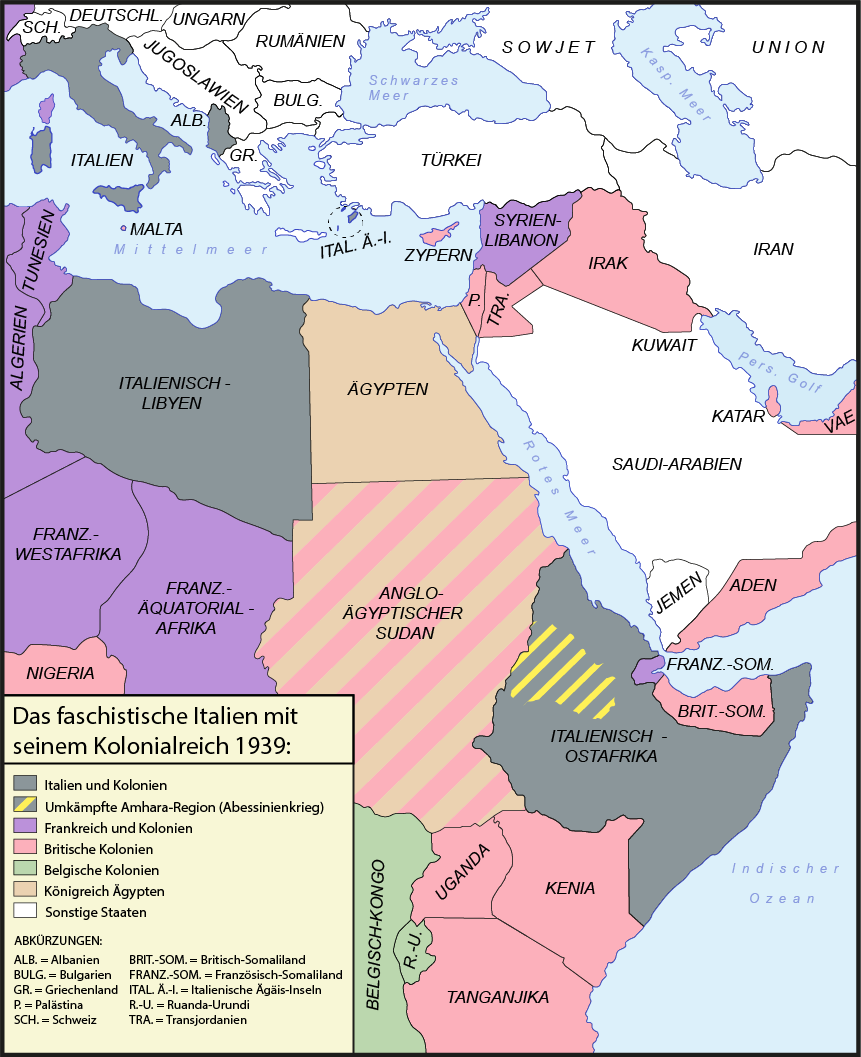
Italienisches Kolonialreich 1939

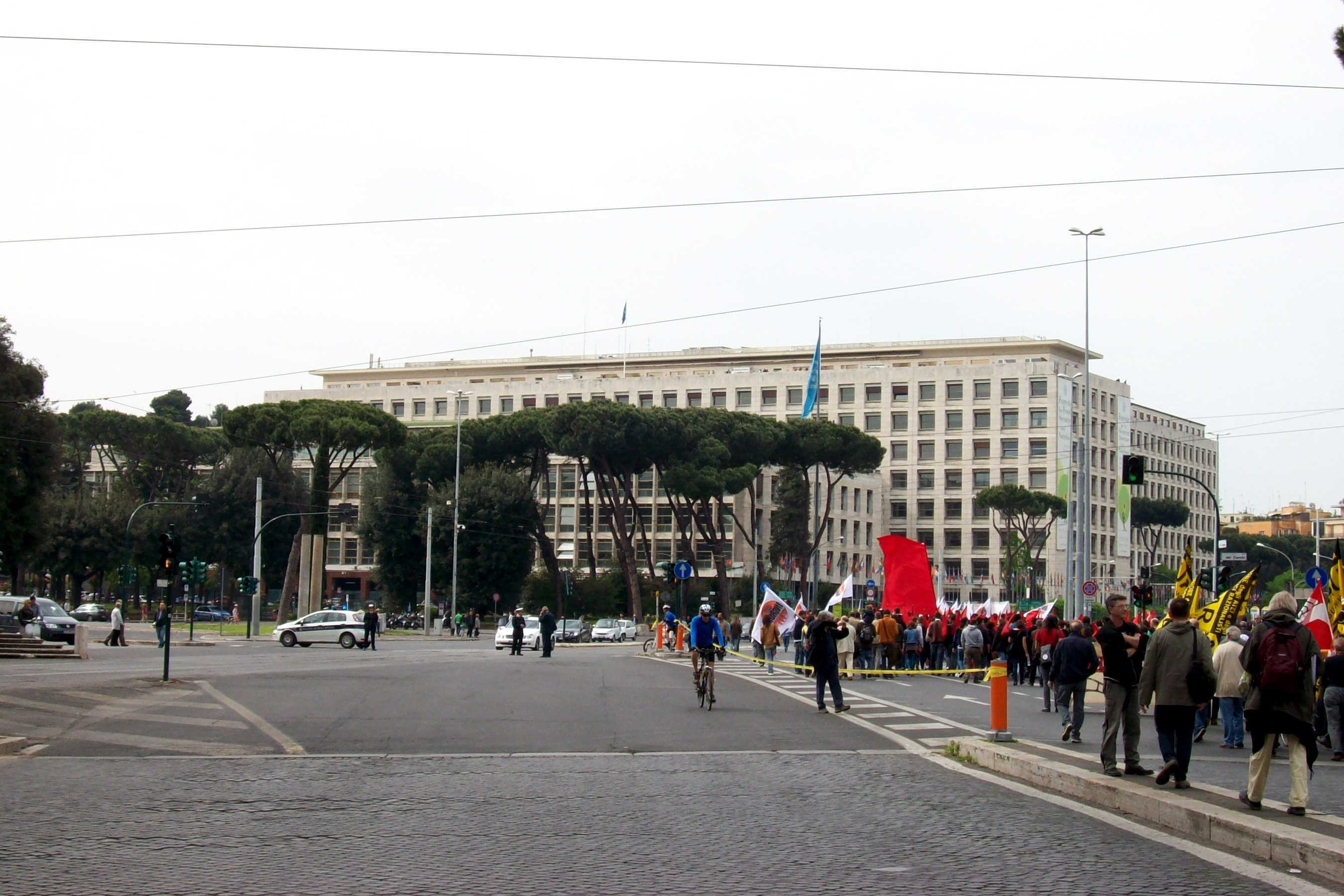
Geplanter Sitz des Ministeriums, heute der FAO

Ein Kolonialministerium gab es in Italien von 1912 bis 1953. Ab 1937 trug es die Bezeichnung „Ministerium für das italienische Afrika“ (Ministero dell’Africa Italiana). Zuständig war es für die Verwaltung der italienischen Kolonien in Afrika und auch für die italienische Konzession in Tientsin in China. In der Zeit nach dem Zweiten Weltkrieg war das Ministerium vor allem mit der Abwicklung des verlorenen Kolonialreiches befasst.

## Geschichte
Das Ministerium entstand auf der Grundlage des Gesetzes 749/1912 sowie des Dekrets Nr. 1205 vom 20. November 1912. Davor war die Kolonialabteilung des Außenministeriums für die Kolonie Eritrea und für Italienisch-Somaliland zuständig. Weil 1912 auch Gebiete Libyens zum italienischen Kolonialbesitz kamen, beschloss man die Einrichtung eines eigenen Kolonialministeriums. Erster Kolonialminister wurde Pietro Bertolini. Die italienischen Kolonialgebiete wurden unter der Aufsicht des Kolonialministeriums von Gouverneuren und Kolonialregierungen verwaltet. Die italienischen Ägäis-Inseln waren kein Kolonialgebiet; sie wurden unter der Aufsicht des Außenministeriums verwaltet, in einigen Bereichen mit Unterstützung des Kolonialministeriums. Die italienischen Kolonialtruppen, die den Kolonialregierungen vor Ort unterstanden, wurden bis 1926 vom Kriegsministerium beaufsichtigt, danach (in Zusammenarbeit mit dem Kriegsministerium) ebenfalls vom Kolonialministerium. Für die logistische Unterstützung im militärischen Bereich übernahm das Kolonialministerium bereits 1915 ein Materialdepot in Neapel, von wo aus es die meisten Schiffsverbindungen zu den Kolonien gab, und 1922 einen Stützpunkt in Syrakus auf Sizilien. Ab 1936 gehörte die neu formierte Kolonialpolizei Polizia dell’Africa Italiana (PAI) zum Geschäftsbereich des Ministeriums.
Nach der Gründung Italienisch-Ostafrikas im Jahr 1936 benannte man das Kolonialministerium mit dem Dekret Nr. 431 vom 8. April 1937 in Ministerium für Italienisch-Afrika um und reorganisierte es. Bis zu dieser Reorganisation war die Abteilungsstruktur des Ministeriums im Wesentlichen nach den einzelnen Kolonialgebieten ausgerichtet, danach gab es Generaldirektionen (Abteilungen) für politische-, administrative-, wirtschaftliche- und soziale Angelegenheiten sowie weitere zentrale Organisationseinheiten. Im Jahr 1938 wurde das agrarwissenschaftliche Forschungsinstitut Istituto agricolo coloniale in Florenz unter der Bezeichnung Istituto agricolo per l'Africa italiana dem Ministerium unterstellt. Es befasste sich mit der Landwirtschaft in den italienischen Kolonien, insbesondere in den Tropen, und organisierte landwirtschaftliche Entwicklungs- und Fortbildungsprojekte. Es war ein Vorläufer der heutigen italienischen Agentur für Entwicklungszusammenarbeit.
Nach der Niederlage Italiens im Zweiten Weltkrieg, dem faktischen Verlust der Kolonien und dem Sturz Benito Mussolinis wurde das Ministerium ab 1944 immer vom jeweils amtierenden Ministerpräsidenten in Personalunion geführt. Von Ende 1945 bis Mitte 1953 war Alcide De Gasperi Ministerpräsident und Minister für Italienisch-Afrika. In dieser Zeit war das Ministerium für die Abwicklung des Kolonialreiches verantwortlich, insbesondere für die Rechtsansprüche der dort lebenden Menschen gegenüber dem italienischen Staat und für die Rückführung italienischer Siedler. Ab 1950 war es auch für das italienische Treuhandgebiet Somalia zuständig. Aufgelöst wurde das Ministerium mit dem Gesetz Nr. 430 vom 29. April 1953 zum 1. Juli 1953. Zahlreiche Mitarbeiter übernahm die Treuhandverwaltung für Somalia, die bis 1960 bestand.
Der Dienstsitz des Ministeriums befand sich bis 1923 im Palazzo Chigi in Rom, dem heutigen Amtssitz des italienischen Ministerpräsidenten. Danach hatte das Kolonialministerium bis zum Ende seines Bestehens seinen Sitz im Palazzo della Consulta, heute Sitz des Verfassungsgerichts. Bei diesem Umzug handelte es sich um einen Dienstsitztausch mit dem Außenministerium, das bis Ende 1922 seinen Hauptsitz im Palazzo della Consulta hatte und diesen dann in den Palazzo Chigi verlegte.
Wenige hundert Meter südlich des Kolosseums wurde 1938 bei den Caracalla-Thermen mit einem Neubau für das Kolonialministerium begonnen. Der Zweckbau wurde erst nach dem Krieg fertiggestellt und ab 1951 schrittweise der Ernährungs- und Landwirtschaftsorganisation der Vereinten Nationen als Dienstsitz übergeben.